# Андріївка (Смолінська селищна громада)
Андрі́ївка — село в Україні, у Смолінській селищній громаді Новоукраїнського району Кіровоградської області. Населення становить 54 особи. Орган місцевого самоврядування — Смолінська селищна рада.
Село постраждало внаслідок геноциду українського народу, проведеного урядом СРСР 1932—1933 та 1946—1947.

## Історія
Станом на 1886 рік у селі, центрі Андріївської волості Єлисаветградського повіту Херсонської губернії, мешкало 619 осіб, налічувалось 125 дворових господарств, існували православна церква та школа. За 6 верст — недобудована православна церква, 4 лавки, пивоварний завод, цегельний завод.
З 1917 — у складі УНР. З 1921 — стабільний комуністичний режим, який 1932 вдався до терору голодом. Його жертвами стали переважно підлітки та малолітні діти.

## Населення
Згідно з переписом УРСР 1989 року чисельність наявного населення села становила 52 особи, з яких 21 чоловік та 31 жінка.
За переписом населення України 2001 року в селі мешкали 54 особи.

### Мова
Розподіл населення за рідною мовою за даними перепису 2001 року:
| Мова       | Відсоток |
| ---------- | -------- |
| українська | 98,15 %  |
| молдовська | 1,85 %   |